# هاسفورت
هاسفورت (بالألمانية: Haßfurt) هي place with town rights and privileges وبلدة ألمانية تقع في ألمانيا في بافاريا.

## أعلام
- فريتز ساوكل
- كارلهاينز ديشنر
- لودويغ مولر
- فيليكس ويبر
- ألبرت نويبيرغر